# Mayumi (film)
Mayumi è un film sudcoreano del 1990 diretto da Shin Sang-ok. Venne candidato per l'Oscar. Tra gli interpreti George Kennedy e Reiko Oshida.